# Hermann von Gottschall
Hermann von Gottschall était un maître d'échecs allemand né le 16 octobre 1862 à Posen et mort le 7 mars 1933 à Görlitz. Il était le fils du poète Rudolf Gottschall (depuis 1877 : von Gottschall) qui était également un joueur d'échecs reconnu.

## Présentation
Hermann von Gottschall prit la troisième place au tournoi de Nuremberg de 1883. Il gagna au tournoi de Berlin en 1883, termina à égalité à la treizième-quatorzième place au tournoi de Hambourg en 1885 (le 4e Congrès allemand d'échecs, Isidor Gunsberg l'emporta). Il termina à égalité à la dix-septième-dix-huitième place au tournoi de Francfort en 1887 (5eme Congrès allemand, George Henry Mackenzie  l'emporta). Il partagea la seconde place avec Jacques Mieses, derrière Siegbert Tarrasch, au tournoi de Nuremberg en 1888 et termina à la cinquième-huitième place à Berlin en 1890 (Emanuel Lasker et Berthold Lasker l’emportèrent).
Le Dr Hermann von Gottschall gagna aussi à Halle en 1892, termina à égalité pour la huitième-neuvième place au tournoi de Dresde en 1892 (le 7eme Congrès allemand remporté par Tarrasch), à égalité pour la quatrième-sixième place au tournoi de Kiel en 1893 (8eme Congrès allemand, remporté par Curt von Bardeleben et Carl Walbrodt), prit la douzième place au tournoi de Cologne en 1898 (le 11eme Congrès allemand remporté par Amos Burn ). Il termina aussi à égalité pour la 11-12eme place au tournoi de Munich en 1900 (le 12eme Congrès allemand, remporté par Géza Maróczy, Harry Pillsbury et Carl Schlechter), à égalité pour la 11-12eme place au tournoi de Hanovre en 1902 (13eme Congrès allemand, remporté par David Janowski ), prit la 13eme place au tournoi de Cobourg en 1904 (14eme congrès allemand, Bardeleben, remporté par Schlechter et Rudolf Swiderski), termina à égalité pour la 15-16eme place au tournoi de Barmen en 1905 (Janowski et Maróczy ont gagné), à égalité pour la 14-15eme place au tournoi de Düsseldorf 1908 (16e Congrès de la fédération allemande, remporté par Frank Marshall).
En 1918, il prend la 3eme place au tournoi de Breslau. Après la Première Guerre mondiale, il termine 9eme au tournoi de Breslau en 1925 (24e Congrès allemand, remporté par Efim Bogoljubov), à égalité pour la 7-8eme place au tournoi de Hanovre en 1926 (remporté par Aaron Nimzowitsch) et à égalité pour la 14-16eme place à Bautzen en 1929.
Il était le rédacteur en chef au Deutsche Schachzeitung et il est l'auteur de plusieurs ouvrages :
- Kleine Problem-Schule, Leipzig, 1885
- Der sechste Kongress des Deutschen Schachbundes. Breslau 1889, Leipzig, 1890
- Sammlung von Schachaufgaben, Leipzig, 1898-1908
- Adolf Anderssen, Altmeister deutscher Schachspielkunst, Leipzig, 1912
- Streifzüge durch das Gebiet des Schachproblems, Berlin et Leipzig, 1926[6].